# Fares Helou
Fares Al-Helou, també escrit Fares Helou (àrab: فارس الحلو, Fāris al-Ḥalū; Damasc, 15 d'agost de 1961), és un actor sirià. Des que es va graduar a l'Institut Superior d'Arts Dramàtiques sirià el 1984, ha aparegut en nombroses obres de teatre, produccions de televisió i cinema, tant a Síria com a França.

## Biografia
Al-Helou va néixer en una família cristiana a Mashta al-Helu, Síria. Es va graduar a l'Institut Superior d'Arts Dramàtiques de Damasc el 1984 i, poc després, va interpretar un paper al segon llargmetratge de Mohammad Malas, Al-Lail (1992).
Juntament amb el repartiment de la pel·lícula, va participar al 55è Festival Internacional de Cinema de Canes per presentar la pel·lícula Sunduq al-dunyâ, dirigida per Ossama Mohammed. Es va presentar a la secció del festival Un certain regard.
L'any 2007 va guanyar el premi al millor actor a la XXVII edició de la Mostra de València pel seu paper a la pel·lícula Taht al-sakf de Samir Thikra. Al-Helou és considerat el primer actor sirià a guanyar un premi al millor actor a nivell internacional.

## Filmografia
"Days and Nights of the Heart Tree" (2015–2016):a París, Fares Al-Helou interpreta el paper del contacontes a l'òpera de ballet "Days and Nights of the Heart Tree" de l'escriptor i compositor franco-algerià Tarik Benouarka. L'obra operística de 80 minuts ha estat escrita en àrab i combina música clàssica occidental, cant d'òpera, poesia i dansa. Aquest treball va ser dedicat per l'artista d'una orquestra única al món: l'Orquestra El Nour Wal Amal, un conjunt de música clàssica de dones cegues egípcies músics.

### Televisió
- Le Bureau des légendes (sèrie de televisió, 2015, 2016)
- Wjouh wa amaken (Faces and places) (2015)
- Alhasan wa alhusien (2011)
- Dalela wa elzaabak (2011)
- Kashf el akneaa (Revealing Masks) (2011)
- Laanet Alteen (2010)
- Taght sharqy (àrab: تخت شرقي) (Eastern bed) (2010)
- Al zelzal (Earthquake) (2010)
- Spotlight season 7 (2010)
- Agher Ayam Alhob (2009)
- Alhosrom al-shami season 1,2 and 3 (2007-2009)
- Jeeran (2008)
- Alwarda Al-aghera (2006)
- Haseeba (2006)
- Barood ..Ahrbo (2006)
- Madrast Al-aastaz bahjt (2006)
- Arabiat (2003)
- Zaman elwsol (2002)
- Had Al-hawya (2002)
- Sham shereef (2001)
- Ahlam la tamot (2001)
- Seert Al-Eljalaly (2000)
- Agher ayam eltot (1999)
- Albahar (1998)
- Al-thorya (1998)
- Alfaray (1997)
- Ahalam abu alhana (1997)
- Sawt alfadaa alranan (1996)
- Nihayat Rajol Shojaa (1994)
- E'elet Khams Njom (1993)
- Eskan alreh (1992)

### Teatre
- Les Jours et les Nuits de l’Arbre Coeur (2015)
- Non si paga (1992)
- La Baruffe chiozzotte (1989)
- The cave dwellers (1988)
- The adventure of the head of Mamlouk Jabir (1984)
- Chronicle of a Death Foretold (1984)
- Skan el kahef (àrab: سكان الكهف)
- The story of a spoken death (àrab: قصة موت معلن) - Supermarket - A scandal at the port

### Cinema
- Almutarjim (2021)[5]
- A Comedian in a Syrian Tragedy (2019)[6]
- Al-Lail (1999)
- Public relations (2005)
- Swndok al-dounia (2002)
- The Last Appearance of the Damascene Guilan (2008)
- Demashq ma hobi (Damascus with love) (2010)